# Волженин, Владимир Моисеевич
Владимир Моисеевич Волже́нин (Р. Волженин, Н. Е. Красов; настоящая фамилия — Некрасов; 1886—1942) — русский советский писатель-сатирик и поэт-песенник, соавтор композитора И. О. Дунаевского.

## Биография
Родился 15 (27 июля) 1886 года в Москве в семье мелкого чиновника, рано умершего, воспитывался в семье дяди (протопопа). Окончил гимназию. Начал печататься в 1906 году как сатирик в журналах «Сатирикон», «Будильник» и др. Три года учился на юридическом факультете Московского университета, исключён за неуплату. В 1910 году поступил во Владимирское военное училище, после окончания обучения служил в 138-м пехотном Болховском полку. Участник Первой мировой войны, тяжело ранен, дослужился до поручика.
После революции служил в РККА на командных и штабных должностях (помначштаба бригады, дивизии), был на польском фронте. Одновременно выступал в военных печатных изданиях. Член РКП(б) с 1920 года. С 1922 года жил в Петрограде. Работал в областной совпартшколе, на радио. Печатался в журналах «Бегемот», «Смехач», «Пушка», «Ревизор» с фельетонами и острыми политическими памфлетами. Автор сборников сатирических рассказов «В точку» (1926), «Бешеная собака» (1927), «Пощечина» (1928), «Портретное сходство» (1929), пьес из жизни советской деревни.
В 1927 году написал один из первых советских фантастических романов — «Сквозь череп» (с И. С. Ломакиным), в котором описывается портативный прибор для чтения чужих мыслей.

### В годы Великой Отечественной войны
Среди песен первого военного года очень популярной была «Месть балтийцев» («Кровь за кровь») Б. Гольца на слова В. Волженина. В музыкальной литературе эту песню сравнивали со «Священной войной» А. В. Александрова и В. И. Лебедева-Кумача — и по сумрачному, гармоничному колориту, и по решительному характеру мелодии. Благодаря передачам радио песню знали и в городе, и в армии, она включалась во многие программы для флота".
В 1941 году находился в блокадном Ленинграде. «Очень нужны были для передач стихи сатирические, фельетоны. Летом их писала и О. Ф. Берггольц, а вот осенью и зимой сорок первого основными авторами сатирических разделов „Радиохроники“ — регулярной литературной передачи — стали В. Зуккау-Невский, А. Флит, Б. Тимофеев, В. Волженин. Роль Волженина была особенно заметной, он работал в основном для радио».
Практически не было номера Радиохроники, в котором не появлялись бы произведения В. Волженина" "Первый номер Радиохроники открывался статьей писателя Михаила Козакова (…) Хронику заключали памфлеты И. Меттера и стихотворный фельетон В. Волженина «Цари». Хлестко писал поэт о претендентах на «русский престол», об их жалкой судьбе, о том, что они готовы были въехать в Москву с немецкими обозами (…) «Героями» его произведений становились люди из департамента Геббельса и союзники Гитлера («Волчья скромность», «Несгораемая корова», «История „непобедимых“ тевтонов», «Пейзаж»)".
Получив задание, шёл через обстреливаемый город (в декабре трамваи почти всюду уже стояли) к себе на Выборгскую, чтобы с утра вернуться с очередным антифашистским фельетоном. В январе Волженин совсем сдал, в феврале его не стало.
Эвакуированный в Ярославль, В. М. Волженин умер 27 февраля 1942 года, вскоре после прибытия..

## Семья
- сын — писатель Некрасов, Борис Владимирович (23 февраля 1920 — 10 октября 1978)[12]
  - внуки — Владимир, Виктор, Татьяна[13]

## Творчество
- 1924: детская книга «Пионеры». Худ. Е. Хигер и А. Каплун. Изд. «Прибой»
- 1927: роман «Сквозь череп» (с И. Ломакиным). Харьков, изд. «Пролетарий»

### Песни
- К к/ф «Искатели счастья»:
  - На рыбалке, у реки (И. Дунаевский — В. Волженин).
  - Ох ты, сердце, сердце девичье (И. Дунаевский — В. Волженин)
- Курортная песня «Здравствуй, солнце вечно молодое, здравствуй, бодрый ветер и вода!..» (1938) (И. Дунаевский — В. Волженин)
- Песня скитания (В. Волженин и А. Корчевский — И. О. Дунаевский)
- «Месть балтийцев» («Кровь за кровь») (Б. Гольц — В. Волженин), 1942

### Тексты песен к фильмам
- 1936 — Девушка спешит на свидание;
- 1936 — Искатели счастья[14]
- 1937 — Дочь Родины;
- 1937 — Теремок
- 1941 — Три подруги

### Сочинения
- [Тексты песен], в сб.: Песни из сов. кинофильмов, М., 1939;
- Этюд к автобиографии, в кн.: Бегемотник (Энциклопедия «Бегемота»), Л., 1928.

### О нём
- Стыкалин С., Кременская И., Сов. сатирич. печать (1917—1963), М., 1963;
- Берггольц О. Ф., Говорит Ленинград…, М., 1964;
- Лукницкий П., Ленинград действует. Фронтовой дневник, кн. 1, М., 1961;
- Ленингр. общественность отмечает 30-летие лит. деятельности В. М. Волженина, «Лит. газета», 1936, 5 апр.;
- Тридцатилетие лит. деятельности В. М. Волженина, «Лит. Ленинград», 1936, 8 апр.;
- Половников А., Отсюда передачи шли на город, «Нева», 1965, № 6;
- Некрасов Б., «С алым смехом, с красным флагом…». [К 25-летию со дня гибели В. М. Некрасова-Волженина], в сб.: День поэзии, Л., 1967.